# 보행자 공간

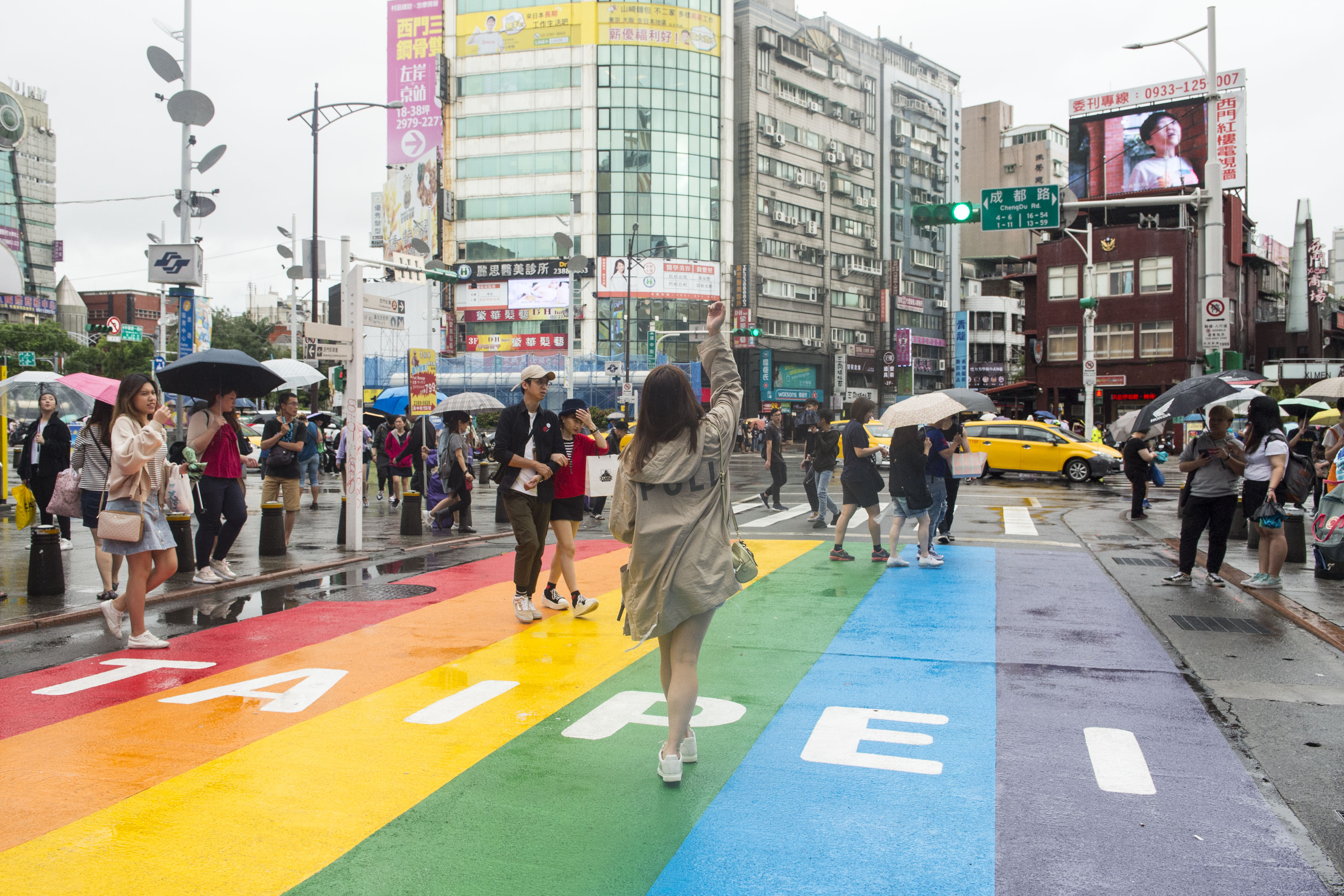
타이베이시 시먼딩 보행자 공간

보행자 공간(步行者空間)은 도시 거리에서 보행자만을 위한 공간을 가리킨다. 차량 통행을 금지하는 것이 대부분이기 때문에 차 없는 거리라고도 한다.

## 같이 보기
- 차 없는 날
- 길
- 얀 겔